# Jordi Albert de Brandenburg-Bayreuth
Jordi Albert de Brandenburg-Bayreuth o Brandenburg-Kulmbach (en alemany Georg Albrecht von Brandenburg-Kulmbach) va néixer a Bayreuth (Alemanya) el 20 de març de 1619 i va morir a la mateixa ciutat el 27 de setembre de 1666. Era un noble alemany de la casa de Hohenzollern, el vuitè fill de Cristià (1581-1655) i de Maria de Prússia (1579-1649).
El seu germà gran, l'hereu Erdmann August, va morir el 1651, quatre anys abans de la mort del seu pare. No obstant això, tot i que ell era l'únic fill supervivent, no podia heretar Bayreuth pel fet que el difunt príncep havia deixat un fill, Cristià Ernest, que l'havia de succeir. Però aquest era menor d'edat, de manera que Jordi Albert va actuar com a regent del seu nebot fins al 1644.
En morir el seu pare, Jordi Albert va rebre el domini de Kulmbach tot i que mai hi va exercir el govern efectivament, de manera que el títol de marcgravi de Brandenburg-Bayreuth-Kulmbach va ser només nominal.

## Matrimoni i fills
El 10 de desembre de 1651 es va casar a Bayreuth amb Maria Elisabet de Schleswig-Holstein-Sonderburg-Glücksburg (1628-1664), filla del duc Felip (1584-1663) i de Sofia de Saxònia-Lauenburg (1601-1660). El matrimoni va tenir sis fills:
- Cristià Felip (1653-1653).
- Sofia Amàlia (1655-1656).
- Jordi Frederic (1657-1658).
- Erdmann Felip (1659-1678).
- Cristià Enric (1661-1708), casat amb Sofia Cristiana de Wolfstein (1667-1737).
- Carles August (1663-1731).

Havent enviudat, l'11 de novembre de 1665 es va casar a Colditz amb Sofia Maria de Solms-Baruth-Wildenfels (1626-1688), comtessa de Schönburg-Lichtenstein. Aquest segon matrimoni va tenir un fill:
- Jordi Albert (1666-1703), casat amb Regina Magdalena Lutz (1678-1755).